# Šolta
Šolta är en ö i Dalmatien, Kroatien. Šolta har 1 479 bofasta invånare (2001) och har i förhållande till närliggande öar haft en blygsam turism. Av denna anledning är ön till stora del oexploaterad.  

## Städer
- Nečujam
- Stomorska
- Maslinica
- Rogač
- Grohote

## Transporter och kommunikationer
Ön är förbunden med fastlandet via Jadrolinijas färjelinje från Split till Rogač på Šolta. Rutten trafikeras omkring fem gånger per dag under högsäsongen och resan enkel väg tar strax över en halvtimme.